# Kiwa hirsuta
Kiwa hirsuta is een recent ontdekte oprolkrab of springkreeft (infraorde Anomura, superfamilie Galatheoidea). Het is de enige soort van de familie Kiwaidae en het geslacht Kiwa.
De geslachtsnaam Kiwa is tevens de naam van de Polynesische godin van de schaaldieren. De soortnaam hirsuta betekent 'behaard' in het Latijn. Door zijn bizarre uiterlijk heeft de nieuwe soort al een bijnaam, yeti-crab, Engels voor sneeuwman-krab. De soort is al in 2005 ontdekt, maar dit werd pas op 7 maart 2006 wereldkundig gemaakt. Het exemplaar werd 1500 km ten zuiden van Paaseiland gevonden.

## Kenmerken
De ontdekking is bijzonder, omdat het de eerste dichtbehaarde kreeftachtige is die ooit is gevonden. De haren zijn anders van structuur dan die van bijvoorbeeld zoogdieren en worden setae genoemd. De beharing is blond van kleur; het hele lijf van de kreeft is overigens spierwit. Dit heeft te maken met het feit dat de soort op grote diepte leeft en kan worden aangetroffen op 2200 meter diepte. Hier dringt geen licht meer door en zijn kleuren nutteloos. Ook het gezichtsvermogen is daardoor zeer beperkt of ontbreekt, in plaats van ogen heeft Kiwa hirsuta een soort membranen. De lengte is ongeveer 15 centimeter. Kiwa hirsuta kan ongeveer 700 gram wegen. Het lichaam van Kiwa hirsuta is van bovenaf gezien ovaal met een puntige voorzijde, en telt acht kleinere dichtbehaarde looppoten en twee lange grijppoten met scharen aan het einde. Deze poten zijn langer dan het lichaam en eveneens sterk behaard; de scharen zijn niet vergroot zoals bij veel krabben.

## Leefwijze
Het is niet precies bekend waar de kreeft van leeft, vermoed wordt dat het een carnivoor is. Op de harige grijppoten zijn sliertvormende bacteriën aangetroffen die waarschijnlijk dienen om giftige stoffen om te zetten in onschuldige stoffen. Het is niet bekend of de kreeft leeft van deze bacteriën of dat ze het de kreeft mogelijk maken om in extreme omgevingen te overleven. Kiwa hirsuta leeft namelijk bij hete onderwaterbronnen.